# 탐정 클럽
《탐정 클럽》(일본어: 探偵倶楽部)은 히가시노 게이고의 단편 추리소설집이다. 대한민국에는 노블마인에서 양억관 번역으로 출간되었다.

## 수록 작품

### 〈위장의 밤〉
偽装の夜
대형 마트 재벌이자 마사키 가문의 독재자 마사키 도지로(正木藤次郎)의 희수 잔치날, 그의 두 번째 부인 후미에가 이혼장을 내민다. 직후 도지로 사장은 홀로 방에 들어가 나오지 않는다. 비서인 나리타, 세 번째 부인인 에리코, 사위이자 부사장인 다카아키는 잠긴 방 안에 목을 매고 죽어 있는 도지로 사장을 발견한다. 세 사람은 각자의 이해 관계에 따라 사장의 죽음을 숨기기로 한다. 그러나 사장의 딸 료코가 탐정 클럽에 조사를 의뢰하면서 일이 꼬이기 시작한다.

### 〈덫의 내부〉
罠の中
수전노 부동산업자 야마가미 고조(山上孝三)가 친척들이 모인 저녁식사 후, 욕조에서 감전당한 시체로 발견된다. 아내인 미치요는 남편이 살해당했다고 생각하고 친척들을 의심하기 시작한다. 그러나 실행범으로 추정되는 가정부 다마에는 자살해 버린다. 일주일 뒤, 미치요는 탐정 클럽에 배후의 진상을 규명해달라고 요청한다.

### 〈의뢰인의 딸〉
依頼人の娘
부활동을 마치고 귀가한 여고생 마토바 미유키(的場美幸)는 방에서 어머니 다에코가 칼에 찔려 죽어 있는 것을 발견한다. 슬픔도 잠시, 미유키는 자신을 대하는 아버지 요스케, 언니 교코, 이모 노리코의 태도가 이상한 것을 눈치챈다. 세 사람을 조사하기로 마음먹은 미유키는 탐정 클럽에 의뢰한다.

### 〈탐정 활용법〉
探偵の使い方
아베 후미코(阿部芙美子)는 남편 사치오(佐智男)가 바람을 피우는 것 같다며 탐정 클럽에 조사를 의뢰한다. 며칠 뒤 탐정들이 내민 사치오와 상대 여성의 사진을 본 후미코는 당황하여 곧바로 조사를 중단한다. 일주일 뒤 사치오는 이즈의 한 호텔에서 친구와 술을 마시다 살해당한 채로 발견된다.

### 〈장미와 나이프〉
薔薇とナイフ
와에 대학의 명망 있는 공학 교수 오하라 다이조(大原泰三)는 둘째딸 유리코(由理子)가 자기 연구실 남자의 아이를 임신한 것을 알고 노발대발한다. 유리코가 남자가 누군지 밝히지 않자, 다이조는 탐정 클럽에 조사를 의뢰한다. 하지만 성과는 없는 채로 며칠 뒤, 다이조의 첫째딸 나오코가 유리코의 방에서 살해당하며 조사는 흐지부지된다.